# Уолкиер, Мартин
Мартин Уолкиер (англ. Martin Walkyier; род. 20 ноября 1967) — британский вокалист и автор песен, известный как основатель групп Sabbat и Skyclad. Журналист Metal Hammer Детлеф Денглер назвал Уолкиера «большим поэтом» использующим множество слов и «блестящих каламбуров»; однако Уолкиер никогда не писал тексты для других групп, по его словам «к сожалению».

## Биография
Уолкиер родился 20 ноября 1967 года и был единственным ребёнком в семье Роя и Евы Уолкиер. В возрасте восьми лет он начал интересоваться актёрским искусством и поэзией и начал играть на гитаре. Очарованный такими группами как Witchfynde, вместе с Фрейзером Краске (Craske) он сформировал группу Hydra, вскоре переименованную в Sabbat. Уолкиер бросил свою работу водителя грузовика чтобы тратить больше времени на музыку, в связи с чем потерял гарантированный доход. Он оставил Sabbat в 1990 году, после чего стал одним из основателей Skyclad, одной из первой групп фолк-метала. После выхода десяти альбомов группы, Уолкиер был разбит; позже он заявил, что «понимание того, что ты не можешь жить одними мечтами пришло слишком поздно. Несправедливые контракты, некомпетентные консультанты, неправильные решения и моя наивность чуть не сломали мне шею. Я закончил тем, что чувствовал себя как в браке, который не распадается лишь потому что есть ребёнок». Уолкиер оставил Skyclad и стал работать ночным сторожем в мебельном магазине, давая случайные концерты под названием Return to the Sabbat и основал компанию Prick Tees, которая разрабатывает и производит футболки.
Уолкиер помог Искарии (Iscariah) (экс-Immortal) при переезде в Англию вместе со своей семьёй: Уолкиер нашёл ему квартиру и работу для его жены. Потребовалось два года, чтобы серьёзно перейти к работе над новой группой The Clan Destined. В это время Уолкиеру пришлось помогать своим больным родителям, из-за чего The Clan Destined отходил на второй план. По словам Уолкиера, Искария оставил группу даже не объяснив причины. Тем не менее, они вместе записали демо In the Big Ending, но Уолкиер был им разочарован, по его словам, это должно было быть его последним музыкальным произведением, но он поклялся на смертном одре отца, что будет продолжать. Рой Уолкиер умер в начале 2007 года.
Мартин Уолкиер структурировал и аранжировал музыку, ранее написанную Искарией.  В получившийся альбом вошёл DVD с видео на песню «A Beautiful Start to the End of the World», вдохновлённую романом «Эме и Ягуар».  По словам журналиста Metal Hammer Детлефа Денглера, видео «профессиональное и выглядит очень дорого»;  однако, по словам Уолкиера, «это почти ничего не стоило».  Он продолжил: "Clan Destined состоит из язычников с общей жизненной философией, таких как художники, дизайнеры и кинематографисты".
В 2006 году вместе с Энди Снипом, Фрейзером Краске (который в настоящее время покинул группу и был заменён на Гизза Батта), Саймоном Джонсом и Саймоном Негусом, Уолкиер реформировал Sabbat для выступлений на концертах. В конце 2008 года Уолкиер переиздал альбом The Clan Destined, и спел на вокалах дебютного альбома группы Hell; Уолкиер заявил, что «Hell и особенно их вокалист Дэйв Холлидей были моими кумирами в начале 1980-х годов. Все мои друзья слушали Metallica, но меня привлекали группы с образом и настоящими личностями. Театральность таких групп, как Hell повлияла на меня чрезвычайно». Как и Уолкиер, его друг Энди Снип был также «фанатичным поклонником Hell», и после самоубийства Холлидея они связались с тремя оставшимися членами группы и предложили им свою помощь в качестве певца и гитариста соответственно, с тем чтобы дать старым песням группы новое звучание. Он также был приглашённым вокалистом в Cradle Of Filth и Forgodsake. В 2008 или 2009 годах Уолкиер объявил, что он работает над рок-оперой, сюжет под названием Plugging Hellfire был опубликован в журнале Devolution с иллюстрациями Нила Симса.
В конце октября 2009 года Уолкиер объявил, что он работает над написанием и записью нового материала для The Clan Destined.

## Дискография

### Sabbat
- Blood for the Blood God EP, 1987
- Stranger Than Fiction демо, 1987
- A Cautionary Tale/And the Brave Man Fails сплит, 1988
- History of a Time to Come 1988
- Dreamweaver 1989
- Wildfire/The Best of Enemies сингл, 1989

### Skyclad
- The Wayward Sons of Mother Earth 1991
- A Burnt Offering for the Bone Idol 1992
- Tracks from the Wilderness EP 1992
- Jonah's Ark 1993
- Thinking Allowed? сингл 1993
- Prince of the Poverty Line 1994
- The Silent Whales of Lunar Sea 1995
- Irrational Anthems 1996
- Oui Avant-Garde á Chance 1996
- The Answer Machine? 1997
- Outrageous Fourtunes Limited Edition EP 1998
- Vintage Whine 1999
- Classix Shape Limited Edition EP 1999
- Folkémon 2000
- Another Fine Mess Live 2001

### The Clan Destined
- In the Big Ending демо 2006

### Как приглашенный музыкант
- Forgodsake, стих, «Skyhigh», альбом Blasthead(1994)
- Cradle of Filth, вокал, кавер Sabbat «For Those Who Died», альбом Midian (2000) и «The Snake-Eyed and the Venomous», делюкс-издание альбома Thornography (2006)
- Torsohorse, вокал, «Face To Face», альбом No Going Back (2006)
- Skiltron, вокал, кавер Running Wild «Ballad of William Kidd», трибьют-альбом ReUnation — A Tribute to Running Wild (2009)
- Pyogenesis, стих, «Female Drugthing», EPLove Nation Sugarhead, Nuclear Blast (1997)